# تعاليم أفلاطون غير المكتوبة
ما يسمى بتعاليم أفلاطون غير المكتوبة هي نظريات ميتافيزيقية تنسب له من قبل تلاميذه وفلاسفة قدماء آخرين، إلا أنها لم تصاغ بصورة واضحة في كتاباته. في بحث أجري مؤخرًا، تعرف هذه التعاليم ب «نظرية المبدأ» عند أفلاطون (بالألمانية: Prinzipienlehre) لأنها تشتمل على مبدأين رئيسيين يشتق منهما باقي نظامه. يعتقد أن أفلاطون قد شرح شفويًا بالتفصيل هذه التعاليم لأرسطو وتلاميذ آخرين في الأكاديمية الأفلاطونية ونقلت في ما بعد إلى أجيال لاحقة.
تعتبر موثوقية المصادر التي تنسب هذه التعاليم إلى أفلاطون مثار جدل. وهي تشير إلى أن أفلاطون كان يرى أن بعض أقسام تعاليمه لم تكن مناسبة للنشر. فنظرًا إلى أن هذه التعاليم لم يكن من الممكن شرحها كتابة بطريقة تجعل وصولها إلى القراء العاديين ممكنًا، فإن نشرها سيؤدي إلى سوء فهم. ولذلك من المفترض أن أفلاطون اكتفى بتعليمها لطلابه الأعلى مستوى في أكاديميته. ويعتقد أن الدليل المتبقي على محتوى هذه التعاليم غير المكتوبة يعود إلى هذه التعاليم الشفوية.
في أواسط القرن العشرين، أطلق مؤرخو الفلسفة مشروعًا واسع النطاق يهدف إلى إعادة بناء منهجية لأسس التعاليم غير المكتوبة. وأطلق على مجموعة الباحثين الذين ترأسوا هذا البحث، الذي بات معروفًا بين المؤرخين والكلاسيكيين، اسم «جامعة توبينغن» (بالألمانية: Tübinger Platonschule)، نظرًا إلى أن عددًا من أبرز أعضائها كانوا مقيمين في جامعة توبينغن في جنوبي ألمانيا. من الجهة الأخرى، كان لدى العديد من الباحثين تحفظات شديدة على المشروع، أو حتى أدانوه بكليته. واعتقد الكثير من النقاد أن الدليل والمصادر المستخدمة في إعادة بناء توبينغن كانت غير كافية. حتى أن آخرين شككوا بوجود تعاليم غير مكتوبة أو على الأقل كانوا يشككون بطابعها المنهجي واعتبروها مجرد اقتراحات مبدئية. خيضت النقاشات الحادة والجدلية أحيانًا بين مؤيدي مدرسة توبينغن ونقادها بنشاط كبير من كلا الجانبين. وأشار مؤيدوها إلى أنها قد بلغت «تحول النموذج الفكري» في دراسات أفلاطون.

## مصطلحات رئيسية
يشير تعبير «تعاليم غير مكتوبة» (باللغة اليونانية: ἄγραφα δόγματα) تعاليم أفلاطون التي كانت تدرس داخل مدرسته والتي كانت قد استخدمت للمرة الأولى من قبل تلميذه أرسطو. في كتابه السماع الطبيعي، كتب أرسطو عن أن أفلاطون كان قد استخدم مفهومًا في حوار بصورة مختلفة عن المفهوم الذي استخدمه «في ما سمي بالتعاليم غير المكتوبة». ونسب العديد من الباحثين الذين دافعوا عن موثوقية التعاليم غير المكتوبة التشديد على أهمية هذا التعبير القديم إلى أفلاطون. وكانوا يرون أن أرسطو لم يستخدم عبارة «ما سمي» بمعنى ساخر، بل بمعنى محايد.
يستخدم الأدب الأكاديمي أيضًا في بعض الأحيان مصطلح «التعاليم الباطنية». إلا أن هذا لا صلة له بمعاني كلمة «باطنية» الشائعة اليوم: إذ إنها لا تشير إلى تعاليم سرية.
وبالنسبة للباحثين، تشير كلمة «باطنية» فقط إلى تعاليم غير مكتوبة اقتصرت على دائرة من تلاميذ الفلسفة داخل مدرسة أفلاطون (في اللغة اليونانية: تعني كلمة 'باطنية' حرفيًا 'داخل الجدران'). ومن المفترض أنهم حازوا على التحضير الضروري وأنهم قد درسوا مسبقًا تعاليم أفلاطون المنشورة، ولا سيما نظرية المثل، التي تسمى «تعاليمه العامة» ('العامة' تعني 'خارج الجدران' أو ربما 'للاستهلاك العام').
غالبًا ما يسمى المؤيدون الحديثون لإمكانية إعادة بناء تعاليم غير مكتوبة بصورة مختصرة وغير رسمية 'باطنيين'، وبذلك يسمى خصومهم المتشككون في ذلك ب 'مناهضي الباطنيين'.
تسمى مدرسة توبينغن في بعض الأحيان مدرسة توبينغن لدراسات أفلاطون لتمييزها عن مدرسة 'فيرديناند كريستيان باور' التي كانت تقع في الجامعة نفسها. ويشير البعض أيضًا إلى 'نموذج توبينغن'. نظرًا إلى أن تعاليم أفلاطون غير المكتوبة كان قد دافع عنها الباحث الإيطالي جيوفاني ريال بقوة، الذي كان يدرس في ميلانو، ويشير البعض أيضًا إلى 'مدرسة توبينغن وميلانو' لتفسير أفلاطون. طرح جيوفاني ريال مصطلح 'المذهب الأولي'، أي 'تعاليم الواحد'، للتعاليم غير المكتوبة، نظرًا إلى أن أرقى المبادئ التي تنسب إلى أفلاطون تعرف ب 'الواحد'.

## الأدلة والمصادر
تتألف المحاججات التي تؤكد وجود تعاليم غير مكتوبة من خطوتين. تشمل الخطوة الأول تقديم دليل مباشر وظرفي على وجود تعاليم فلسفية خاصة ألقاها أفلاطون شفويًا. حسب الأقاويل، يظهر أن محادثات أفلاطون، الباقية حتى اليوم، لا تحتوي على كافة تعاليمه، بل فقط تلك التعاليم الملائمة للنشر في نصوص مكتوبة. في الخطوة الثانية، يقيّم سلسلة المصادر عن المحتوى المفترض للتعاليم غير المكتوبة وتجرى محاولة إعادة بناء نظام فلسفي متماسك.

### المحاججات المؤيدة لوجود تعاليم غير مكتوبة
الدليل الرئيسي والمحاججات المؤيدة لوجود تعاليم غير مكتوبة لأفلاطون هي التالية:
- الفقرات في كتابي أرسطو ما وراء الطبيعة والسماع الطبيعي، ولا سيما الفقرات في السماع الطبيعي، حيث يشير أرسطو وضوحًا إلى 'ما يسمى بالتعاليم غير المكتوبة'.[6] كان أرسطو لسنوات عديدة تلميذًا لأفلاطون، ومن المفترض أنه كان على معرفة كبيرة بالنشاط التعليمي في الأكاديمية، وهو ما يجعله مصدرًا جيدًا.
- تقرير أرسطكاس، تلميذ أرسطو، حول محاضرة أفلاطون العامة 'عن الخير'.[7] وفقًا لأرسطكاس فإن أرسطو أخبره أن المحاضرة كانت تحوي أمثلة فلكية ورياضية توضيحية وأن موضوع أفلاطون كان 'الواحد'، الذي كان أعلى مبادئه. يشير هذا إلى جانب عنوان المحاضرة أنها كانت تتطرق إلى المبدئين الذين يشكلان صلب التعاليم غير المكتوبة. ووفقًا لتقرير أرسطو، لم يتمكن الحاضرون غير المحضرين فلسفيًا من فهم المحاضرة.
- انتقاد الكتابة في حوارات أفلاطون (بالألمانية: Schriftkritik).[8] يتخلل العديد من الحوارات التي قبلت بأنها موثوقة شك بالكلمة المكتوبة بصفتها وسيلة لنقل المعرفة وتعبر عن تفضيلها لنقل شفهي. يشرح كتاب أفلاطون فيدروس هذه النظرة بصورة مفصلة. ويستند فيها تفوق التعليم الشفهي على التعليم المكتوب لنقل الفلسفة على مرونة الخطاب التي تفوق مرونة الكتابة، والتي تعتبر نقطة تفوق حاسمة. لا يمكن لكتاب النصوص أن يتكيفوا مع مستوى معرفة القراء الأفراد وحاجاتهم. علاوة على ذلك، لا يمكنهم أن يجيبوا عن أسئلة القراء وانتقاداتهم. وهذا ممكن فقط في المحادثات الحيوية والتي تكون الاستجابة فيها سريعة من الناحية السيكولوجية. النصوص المكتوبة هي مجرد صور للخطاب. ويعتقد أن الكتابة والقراءة لا تفضيان إلى إضعاف عقولنا فحسب، بل إنهما أيضًا لا تلائمان توصيل الحكمة، وهو ما يمكن أن ينجح فقط في التعليم الشفوي. وتكون الكلمات المكتوبة مفيدة فقط كتذكير لمن يعرفون مسبقًا شيئًا لكن من المحتمل أنهم نسوه. لذلك يصور النشاط الأدبي كمجرد مسرحية. فالمحادثات الشخصية مع الطلاب أمر جوهري وقد يتيح للكلمات أن تنقش في الروح بطرق مفردنة عديدة. ويتابع فيدروس أن فقط أولئك الذين بإمكانهم أن يعلّموا بهذه الطريقة يمكن اعتبارهم فلاسفة حقيقيين. خلافًا لذلك، يكون أولئك الكتاب الذين لا يملكون ما هو 'أعلى قيمة' (باليونانية timiōtera) من نص مكتوب، نقحوه لمدة طويلة، كتابًا أو مؤلفين فحسب، دون أن يكونوا فلاسفة. يبقى المعنى اليوناني هنا لكلمة 'أعلى قيمة' محل جدل، إلا أنه يعتقد أنه يشير إلى التعاليم غير المكتوبة. [9]
- وعلى الرغم من ذلك تقبل مدرسة توبينغن بانتقاد الكتابة في رسالة أفلاطون السابعة، والتي تبقى موثوقيتها موضع شك. يؤكد أفلاطون في الرسالة، في حال كان هو فعلًا مؤلفها، أن تعاليمه يمكن أن تنقل شفهيًا فقط (يقول أفلاطون، على الأقل في ذلك الجزء 'الجاد' منها). ويقول مؤكدًا أنه ليس ثمة نص قادر على التعبير عن فلسفته ولن يكون هناك نص كهذا أبدًا، نظرًا إلى أن نقله غير ممكن مثل تعاليمه الأخرى. وتتابع الرسالة أن الفهم الحقيقي في الروح ينبع فقط من جهد شاق ومعروف ومن درب مشترك في الحياة. تحدث التبصرات العميقة بشكل فجائي، مثلما تطير شرارة نحو الأعلى وتشعل نارًا. تثبيت الفكر في الكتابة أمر مؤذ نظرًا إلى أنه يخلق أوهامًا في عقول القراء، الذين إما يكرهون ما لا يفهمونه أو يصبحون مغرورين في ما يتعلق بتعليمهم السطحي. [10]
- 'تعاليم التحفظ' في الحوارات. هناك فقرات عديدة في الحوارات يطرح فيها موضوع يتمتع بخصوصية وأهمية، إلا أنه لا يناقش بصورة أوسع. في العديد من الحالات، تنتهي المحادثة بالضبط عند اقترابها من لب القضية. وغالبًا ما يتعلق ذلك بمسائل تتمتع بأهمية كبيرة للفلسفة.[11]

- المدافعون عن مدرسة توبينغن مواقف 'التحفظ' هذه بأنها إشارات إلى محتوى التعاليم غير المكتوبة، التي لا يمكن التطرق إليها بصورة مباشرة في الحوارات المكتوبة. [12]
- حقيقة أنه كان أمرًا شائعًا في العصور القديمة التمييز بين المسائل 'العامة'، الملائمة للنقاش المفتوح والعام، والمسائل 'الباطنية'، التي تلائم التعليم ضمن مدرسة فقط. وحتى أرسطو استخدم هذا التمييز.[12]